# Korek (Beznatka)
Korek – część wsi Beznatka w Polsce, położona w województwie wielkopolskim, w powiecie kaliskim, w gminie Ceków-Kolonia. Korek wchodzi w skład sołectwa Beznatka.
W latach 1975–1998 Korek należał administracyjnie do województwa kaliskiego.